# Pamela Mahone
Pamela Mahone is een personage uit de televisieserie Prison Break. Zij is gescheiden van Alexander Mahone. Ze hadden samen een kind, Cameron.
Pam en Alex zijn gescheiden door de zaak Oscar Shales. Mahone werd depressief door Oscar Shales. Pam vond dat het niet door kon gaan en ging ergens anders wonen met hun zoon.
In het einde van seizoen twee wil Alex samen met Pam naar Zuid-Amerika. Zij stemt daarmee in, maar Alex wordt opgepakt in Panama, waardoor dit niet meer kan. Hij ontsnapt echter uit SONA in seizoen drie. In seizoen vier wil hij wederom een relatie met Pam. Zij stemt weer in. Wanneer hij op weg is naar haar huis gaat James Wyatt naar Pams huis en vermoordt haar zoon. Alex komt aan bij het huis en wordt opgepakt door de politie die daar staat. Wyatt liet Pam leven.